# 抗日戦争第8戦区
抗日戦争第8戦区（こうにちせんそう だいはちせんく）は、1938年（昭和13年）前後に日中戦争の対日本軍作戦の戦争状況に応じ、中華民国国民政府が中国国内を分画した抗日戦争戦区の一つ。第8戦区は内蒙古一帯を所轄範囲とし、1945年（昭和20年）9月13日改定の受降計画中で、広東地区（香港を含む）の日本軍の降伏と武装解除のために設置された戦区の一つ。

## 1938年
- 司令長官　蔣介石（兼任）　副司令長官 朱紹良
- 作戦地区　甘粛省、綏遠省、寧夏省および青海省一帯
  - 第17集団軍　馬鴻逵
  - 第80軍　孔令恂（独立）
  - 第82軍　馬歩芳（独立）

合計 5個歩兵師団、4個歩兵旅団、5個騎兵師団、4個騎兵旅団、特種部隊と遊撃部隊を含まない。

## 1944年
- 司令長官　朱紹良
- 昨苦戦地区　甘粛省、綏遠省、寧夏省および青海省一帯
  - 晋陝綏辺区　総司令 鄧宝珊（中国語版）
  - 東北挺進軍　馬占山
  - 第17集団軍　馬鴻逵
  - 第3集団軍　趙寿山（中国語版）
  - 第29集団軍　李鉄軍
  - 直属および特種部隊

## 1945年（受降区）
第8戦区　甘粛省、綏遠省、寧夏省および青海省一帯